# Château du Grégo
Le château du Grégo est un édifice situé à Surzur, en France.

## Localisation
Le château est situé sur le territoire de la commune de Surzur, au lieu-dit le Grégo, dans le département du Morbihan en région Bretagne.

## Description
Le château date des XVIe et XVIIe siècles. Édifice de  plan symétrique à un étage carré, comble à surcroît, étage de comble. Construction du logis en moellon, lucarne en calcaire. Toiture à longs pans, noue (partie centrale), toit à longs pans brisés, croupes (pavillons latéraux) ; communs à comble à surcroît (côté nord) à étage de comble (côté sud) , en rez-de-chaussée (avant corps latéraux) , toit à longs pans, pignon couvert sauf pavillon central à toit brisé couvert en pavillon, avant corps latéraux couvert en zinc. Colombier en moellon enduit de granite, toit conique ; chapelle en moellon enduit, toit à longs pans à pignon découvert à l'ouest et croupe à l'est. Escalier dans-œuvre : escalier tournant à retours avec jour, en maçonnerie, cage ouverte.

## Historique
Seigneurie possédée par les Beaumont dès 1448 et jusqu'à la fin du XVIe siècle. Château construit vers 1750 pour les du Bot. Nombreux remaniements dans la deuxième moitié du XIXe siècle, création d'avant-corps latéraux et adjonctions de lucarnes, pour le logis, destruction de l'ancienne chapelle liée au logis et de la plus grande partie des communs encadrant la cour à l'est, communs du XVIIIe siècle subsistant au nord dotés d'un avant-corps central à étage, reconstruction d'une chapelle isolée, modification de la couverture du colombier au XVIIe siècle.
Le château est inscrit à l'Inventaire général du patrimoine culturel en 1970.